# معرك الرتل
معركة الرتل معركة جرت بين طائرات القوة الجوية العراقية، وا تنظيم داعش والذي حاول فيها الهجوم على كربلاء. أنتهت هذه المعركة بنصر حاسم للقوة الجوية العراقية وتدمير ما يقارب الألف عجله المدججه بمختلف انواع الاسلحه، بلغ عدد الطلعات الجوية في هذهرالمعركه 86 طلعة

## كشف عملية الهجوم
في صباح يوم 28 من حزيران عام 2016 أقلعت طائره استطلاعيه من قاعدة محمد علاء الجوية لأستطلاع مناطق شرق وجنوب الفلوجة، كشف الطيار عن تجمعات مريبه في منطقة البو عيسى لعدد كبير من السيارات يتراوح ما بين 250  سيارة او اكثر، بعد ساعة تم أرسال فريق استخبارات للتأكد ان لم يكونو نازحين من منطقه الفلوجة،الى ان يصل الجواب النهائي بأنهم عصابات داعش الاجراميه، يقول حميد مزهر خلال كشفه لتحرك الرتل المتجه الى منطقه الرزازا، ان طوله يقارب 10 كيلو متر، خلال ذالك ابلغ بعض القوات من الحشد الشعبي في كربلاء استعدادهم لأحتمال وقوع معركة صد دفاعاً عن كربلاء في حال احتمال وصول جزء من رتل داعش.

## الضربات الجوية

### الضربة الاولى
بدأ تحرك اكثر من 1000 سيارة في ساعة 12 ليلآ يوم 29 حزيران من صحراء الفلوجة، استطاعت القوة الجوية تفيذ اول ضربة بعد نصف ساعه من تحرك الرتل تم تدمير 8 عجلات في مقدمه رأس الرتل مما سبب صدمة كبيرة لجنود داعش، تم اقلاع طائرات اخرى لكشف مناطق محيطه في الرتل، ارادت القوة الجوية ارسال ضربات اخرى، لكن حالت الطقس حالت دون ذالك الا بعد ساعه ونصف حيث بدأ الجو ينكشف .

### الضربة الثانية
في ساعة الواحده وواحد وأربعين دقيقة من نفس اليوم، تم اطلاق طلقات تحذيريه بجانب رتل بهدف استسلام داعش، لترد عليهم قوات داعش برمي كثيف على طيارات، مما ادى الى انسحاب مؤقت حتى يرد بضربات صاروخيه من مروحيات الهليكوبتر وطائرات على تكتل من عجلات داعش، مما سبب بتفرقهم وعلق بعض ألياتهم في الرمال.

### الضربة الثالثة
خلال هذه الصراع تم تقديم الدعم من قبل قاعدة التاجي التي ارسلت 27 طائرة’ شاركت  فوراً في المعركة، والتي هاجمت منتصف وبداية ونهاية الرتل.

## ما بعد تدمير الرتل
أستمرت الضربات الجوية الى اليوم التالي، وخلال ذالك هرب العديد من مقاتلي داعش الى الآبار مختبئين فيها، بعد ما تم تدمير اغلب عجلاتهم، يقول حامد عطية قائد طيران الجيش انه في احدا المرات وجد في بئرين احدهما ما يقارب 50 جندي من تنظيم داعش والاخر ما يقارب 70، استمر الدعم من مختلف القواعد الجويه واستمرت الملاحقة حتى تم تطويق صحارء الفلوجة، وأستطاع طيران الجيش العراقي مع القوة الجوية من تدمير مخطط داعش بالوصول الى كربلاء.